# Perfect Strangers (album)
Perfect Strangers este al unsprezecelea album de studio al trupei Deep Purple, lansat în Octombrie 1984. Este primul album cu cea de-a doua componență și cea mai de succes a formației, reunită după 11 ani, ultimul disc înregistrat de aceasta fiind Who Do We Think We Are , apărut în 1973 .
A fost primul album Deep Purple după nouă ani. Ritchie Blackmore și Roger Glover s-au întors de la Rainbow, Ian Gillan de la Black Sabbath, Jon Lord de la Whitesnake iar Ian Paice din grupul lui Gary Moore.
Versiunile de pe CD și casetă ale albumului conțin o melodie bonus "Not Responsible". Albumul a fost remasterizat și reeditat pe 22 iunie 1999 cu o melodie instrumentală ca bonus "Son of Alerik". 

## Lista pieselor
1. "Knocking at Your Back Door" (7:00)
2. "Under The Gun" (4:35)
3. "Nobody's Home" (Blackmore, Gillan, Glover, Jon Lord, Ian Paice) (3:55)
4. "Mean Streak" (4:20)
5. "Perfect Strangers" (5:23)
6. "A Gypsy's Kiss" (4:40)
7. "Wasted Sunsets" (3:55)
8. "Hungry Daze" (4:44)

- Toate cântecele au fost scrise de Ritchie Blackmore, Ian Gillan și Roger Glover cu excepția celor notate.

## Single-uri
- "Perfect Strangers" (1984)
- "Son of Alerik" (1985)
- "Nobody's Home" (1985)
- "Knocking at Your Back Door" (1985)

## Componență
- Ritchie Blackmore - chitară
- Ian Gillan - voce
- Jon Lord - orgă, claviaturi
- Roger Glover - chitară bas
- Ian Paice - baterie